# Lil Kim Season
Lil Kim Season es el cuarto mixtape de la rapera, actriz, compositora y cantante estadounidense Lil' Kim, lanzado el 28 de marzo de 2016 bajo su sello independiente I.R.S Records. Cuenta con dos canciones originales y ocho adaptaciones musicales, además de ser su mixtape más corto con tan solo 10 canciones.

## Antecedentes
Lil' Kim anunció por primera vez en el concierto Hot 4 The Holidays de Hot 97, que estaba trabajando en un álbum y que tuvo un encuentro con su antiguo sello discográfico Atlantic Records para negociar un acuerdo. El 8 de diciembre, unos días después, Kim lanzó That Bitch (Remix), un freestyle de I'm Up de Omarion como adelanto de nueva música en camino. Las noticias estallaron a principios de febrero tras anunciarse que Bryant McKinnie sería parte del nuevo álbum de Lil' Kim. El 13 de febrero las noticias volvieron luego de que se viera a ella y Maino trabajando en un freestyle de la canción Panda, del rapero Desiigner, el cual fue publicado tres días después en la plataforma de Soundcloud como una manera de promocionar su sencillo #Mine en colaboración con Kevin Gates. Kim lanzó #Mine el 18 de febrero como un buzz sencillo de su quinto álbum de estudio. El 9 de marzo de ese año, Lil' Kim y Maino lanzaron un sencillo en conjunto titulado I Did It For Brooklyn producido por Don Corleon y Mad Cheeta para homenajear al difunto The Notorious B.I.G. El 10 de marzo del 2016, Lil' Kim adelanto una versión censurada de su freestyle de Summer Sixteen, de Drake, en una entrevista con Funkmaster Flex. Lil' Kim publicó la versión explícita del freestyle el 15 de marzo.
El mixtape fue anunciado por primera vez el 24 de marzo del 2016 mediante su página de Instagram. Lil' Kim dio una entrevista para Billboard, horas después del lanzamiento del mixtape. En la misma, explicaría que había dejado a un lado las nuevas grabaciones para cuidar de su hija Royal Reign. "Durante un largo tiempo, mi enfoque solo era mi hija", dijo. "No estaba pensando sobre música para nada, y mi enfoque solo era criar a mi bebé. Ahora que ya tiene un año y dos meses y esta pronto de cumplir dos años este verano, me motivó a crear música de nuevo."

## Recepción crítica
Lil Kim Season recibió críticas mixtas y positivas de parte de los críticos. Jen Yamato, un escritor del sitio web The Daily Beast escribió: "En todo caso, Lil Kim Season indica que Kim tiene la vista puesta en regresar a lo grande, y que está reuniendo colaboradores que podrían ayudarla a lograrlo a cumplir esta meta".

## Lista de canciones
| N.º | Título                              | Duración |  |
| 1.  | «Fountain Bleu»                     | 3:14     |  |
| 2.  | «Cut It (Beemix)» (con TLz)         | 2:56     |  |
| 3.  | «Blow A Check»                      | 6:06     |  |
| 4.  | «Summer Sixteen (Beemix)»           | 2:05     |  |
| 5.  | «Diego»                             | 2:56     |  |
| 6.  | «Work (Beemix)»                     | 3:42     |  |
| 7.  | «#Mine» (con Kevin Gates)           | 3:28     |  |
| 8.  | «I Did It for Brooklyn» (con Maino) | 3:43     |  |
| 9.  | «Panda» (con Maino, Tlz y Dash)     | 4:30     |  |
| 10. | «I'm Dat Bitch»                     | 2:09     |  |

Notas
- «Work (Beemix)» contiene fragmentos de «Work» interpretado por Rihanna y Drake
- «Panda» contiene fragmentos de «Panda» interpretado por Desiigner

## Chart
A pesar de no contar con promoción ni haber sido enviada a las estaciones de radio, "#Mine" entró a las listas de Billboard Rap Digital Songs y alcanzó la posición número 20 en dicho chart y vendió más de 25,000 unidades hasta el 24 de junio del 2016. Cuenta con más de 28,000,000 millones de reproducciones en YouTube siendo una de sus canciones más escuchadas en dicha plataforma.